# Liptowski Mikułasz

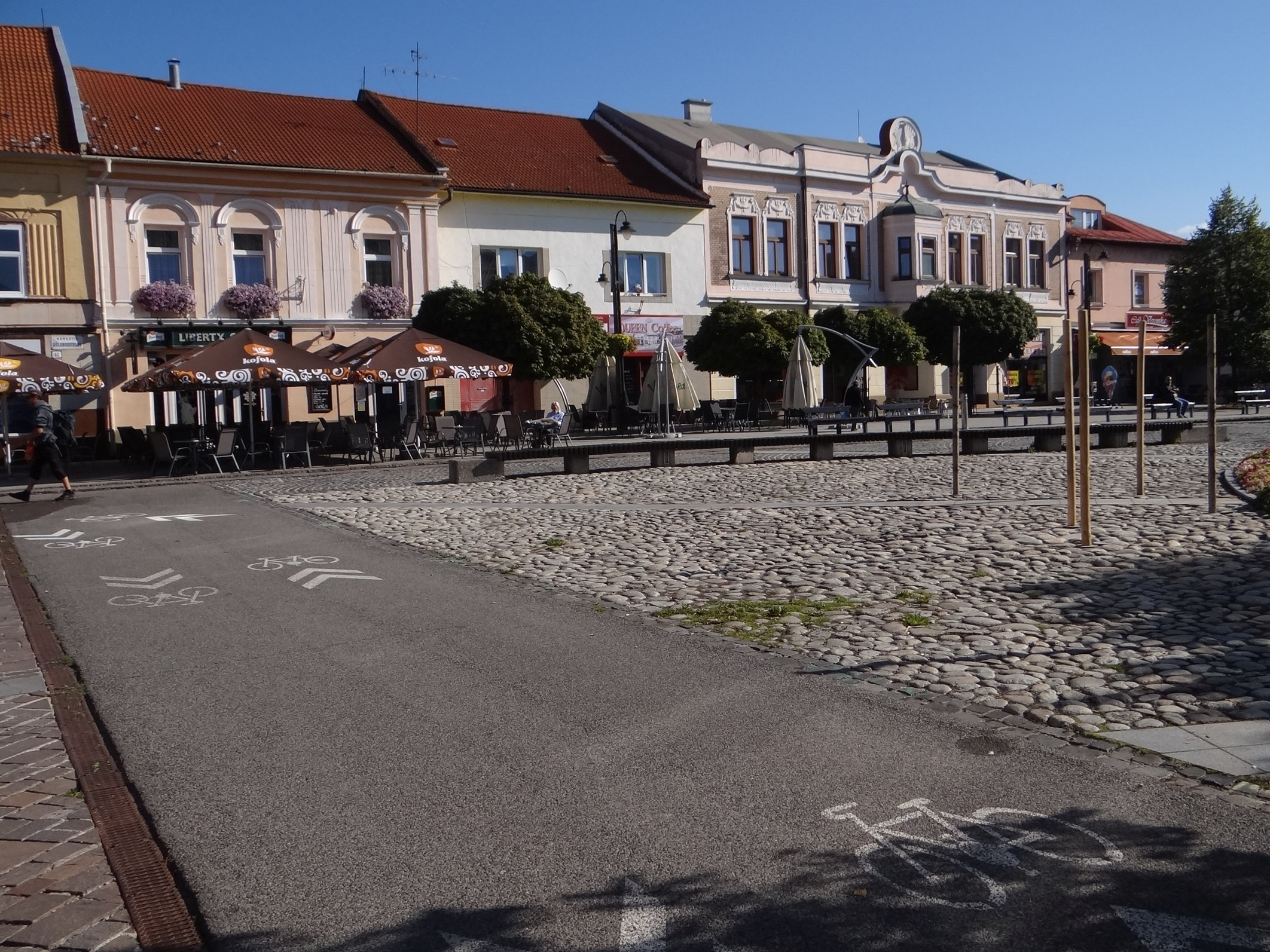
Liptowski Mikułasz – centrum miasta

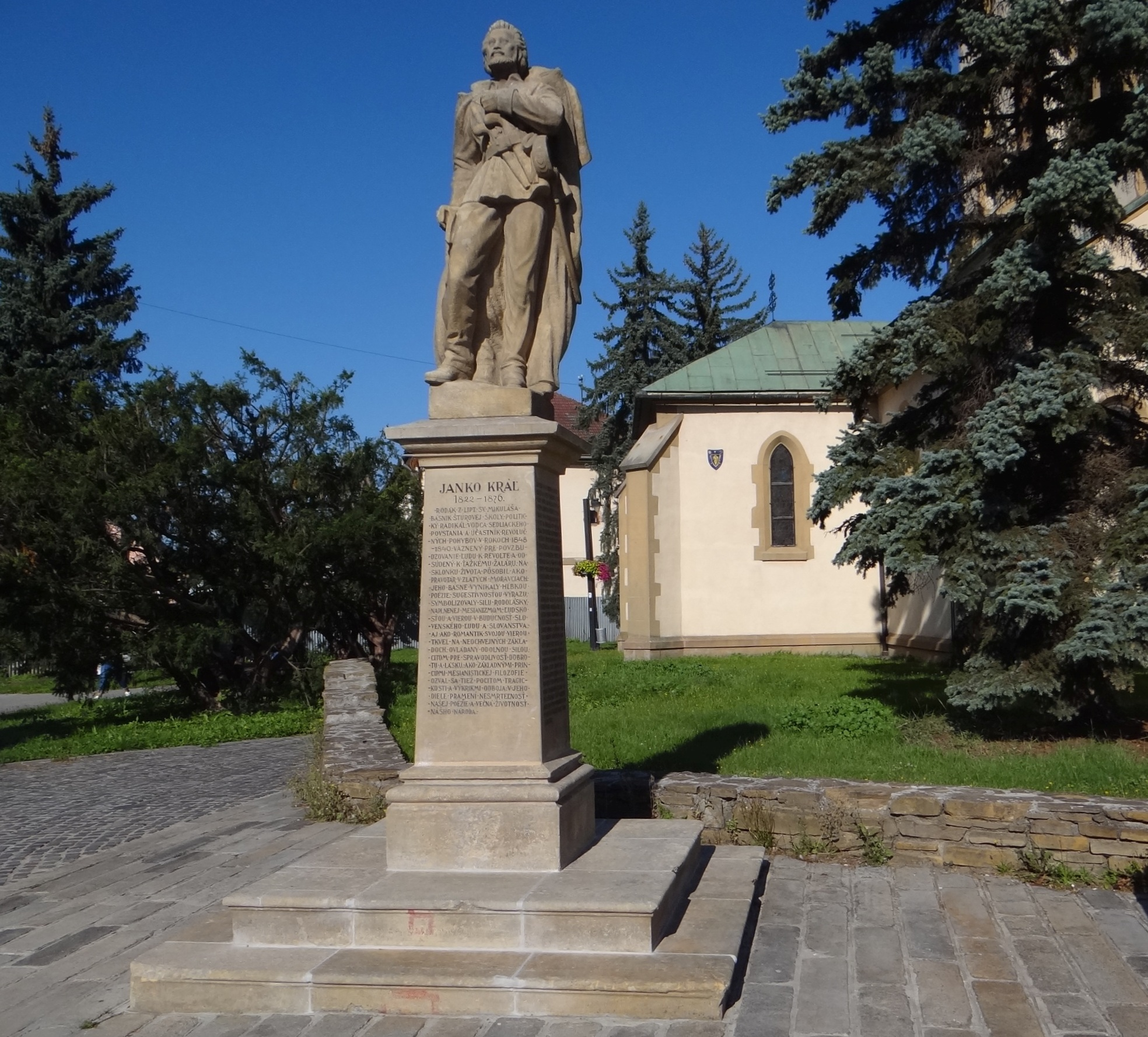
Liptowski Mikułasz – pomnik Janka Kráľ'a

Liptowski Mikułasz (słow. Liptovský Mikuláš, do 1952 Liptovský Svätý Mikuláš; węg. Liptószentmiklós; niem. Sankt Nikolaus in der Liptau, Liptau-Sankt-Nikolaus) – miasto powiatowe w północnej Słowacji, w kraju żylińskim. Centrum gospodarcze, kulturalne i turystyczne historycznego regionu Liptów.
Miasto leży nad rzeką Wag w Kotlinie Liptowskiej między Górami Choczańskimi (Chočské vrchy) i Tatrami Zachodnimi na północy a Niżnymi Tatrami na południu. Tuż na zachód od miasta leży wielki sztuczny zbiornik wodny Liptovská Mara.
Przez Liptowski Mikułasz przebiega słowacka droga krajowa nr 18 i równoległa do niej autostrada D1 z Popradu do Rużomberka. Łączy się z nią droga lokalna nr 584 z Nižnej koło Twardoszyna. Przez miasto przebiega również magistrala kolejowa, równoległa do drogi nr 18 / D1.

## Historia
W okolicach Liptowskiego Mikułasza znaleziono wyroby z epoki brązu i późniejsze (lateńskie i celtyckie), wskazujące na istnienie osadnictwa na tym terenie już dwa tysiące lat p.n.e. Na przełomie IX i X wieku istniała tu słowiańska osada. Pierwsza wzmianka o Liptowskim Mikułaszu pochodzi z 1286 r. z czasów Władysława IV Kumana.
Przez większość swych dziejów miasto należało do możnowładczego rodu Pongráczów. W pierwszej połowie XIV wieku Liptowski Mikułasz uzyskał spore znaczenie handlowe, w 1424 r. otrzymał prawo organizowania targów dwukrotnie w ciągu roku. W XVI wieku rozwinęło się rzemiosło. W 1677 r. miasto stało się siedzibą władz komitatu Liptów. Na początku XVIII wieku w Mikułaszu osiedlili się Żydzi z Moraw, którzy rozwinęli na szeroką skalę miejski handel. W 1713 r. w mieście stracono legendarnego słowackiego zbójnika Juraja Jánošika.
W XIX wieku Liptowski Mikułasz stał się ośrodkiem słowackiego przebudzenia narodowego – w 1829 r. powstała słowacka biblioteka, w 1830 pierwszy słowacki teatr amatorski. W 1844 r. koło współpracowników Ľudovíta Štúra założyło tu słowackojęzyczny związek literacko-kulturalny Tatrín. 10 maja 1848 r. w Liptowskim Mikułaszu ogłoszono postulaty słowackiego ruchu narodowego, znane jako Żądania narodu słowackiego. W 1910 Liptowski Mikułasz liczył 3,3 tys. mieszkańców, z czego 1,7 tys. Słowaków, 0,9 tys. Węgrów i 0,7 tys. Niemców. W 1938 w miejscowości powstał jeden z zakładów Baty. W czasie II wojny światowej społeczność żydowska (800 osób) została wymordowana. W okresie słowackiego powstania narodowego w okolicy miasta działały liczne oddziały powstańcze, a od 3 lutego aż do 4 kwietnia 1945 ciężkie walki o jego wyzwolenie toczył I Czechosłowacki Korpus Armijny. Po wojnie w Liptowskim Mikułaszu rozbudowano przemysł, a od lat siedemdziesiątych XX wieku miasto zyskało znaczenie jako ośrodek turystyki górskiej i rekreacji.

## Zabytki
- Kościół pw. świętego Mikołaja (Kostol sv. Mikuláša);
- Kościół ewangelicki (Evanjelický kostol);
- Klasycystyczno-secesyjna synagoga (Synagóga v Liptovskom Mikuláši);
- Dwór Pongraczów (Pongrácovská kúria) – najstarsza świecka budowla w mieście;
- Tzw. pierwszy dom żupny (Dwór Illešházych, Illešházyovská kúria);
- Dawny Dom Żupny (Bývalý Župný dom);
- Dawny zajazd Čierny orol;
- Pomniki Jerzego Trzanowskiego i M. M. Hodžy (Sochy Juraja Tranovského a Michala Miloslava Hodžu);
- Kasztel Okolicsanyich w Okolicznem (Kaštieľ rodiny Okoličániovcov v Okoličnom);
- Kościół i klasztor franciszkanów w Okolicznem (Kostol a kláštor františkánov);
- Kasztel Vranovo (Kaštieľ Vranovo).

## Podział administracyjny
W skład miasta wchodzi 12 dzielnic:
- Benice (165 mieszkańców – dane z 2004),
- Bodice (449 mieszkańców),
- Demänová (994 mieszkańców),
- Iľanovo (515 mieszkańców),
- Ploštín (511 mieszkańców),
- Palúdzka (2956 mieszkańców),
- Liptovská Ondrašová (1753 mieszkańców),
- Okoličné (1188 mieszkańców),
- Stošice (90 mieszkańców),
- Vitálišovce (105 mieszkańców),
- Podbreziny (9812 mieszkańców),
- Liptovský Mikuláš (14539 mieszkańców).

## Sport i rekreacja
- MHk 32 Liptovský Mikuláš – klub hokejowy
- Tatran Liptowski Mikułasz – klub piłkarski
- Aquapark Tatralandia – aquapark
- Jasná – największy ośrodek narciarski na Słowacji, położony na południe od Liptowskiego Mikułasza

## Miasta partnerskie
- Opawa, Czechy
- Kiskőrös, Węgry
- Kalamaria, Grecja
- Annecy, Francja
- Jefriemow, Rosja
- Dinkelland, Holandia
- Galanta, Słowacja
- Kemi, Finlandia
- Slovenske Konjice, Słowenia
- Żywiec, Polska

## Galeria

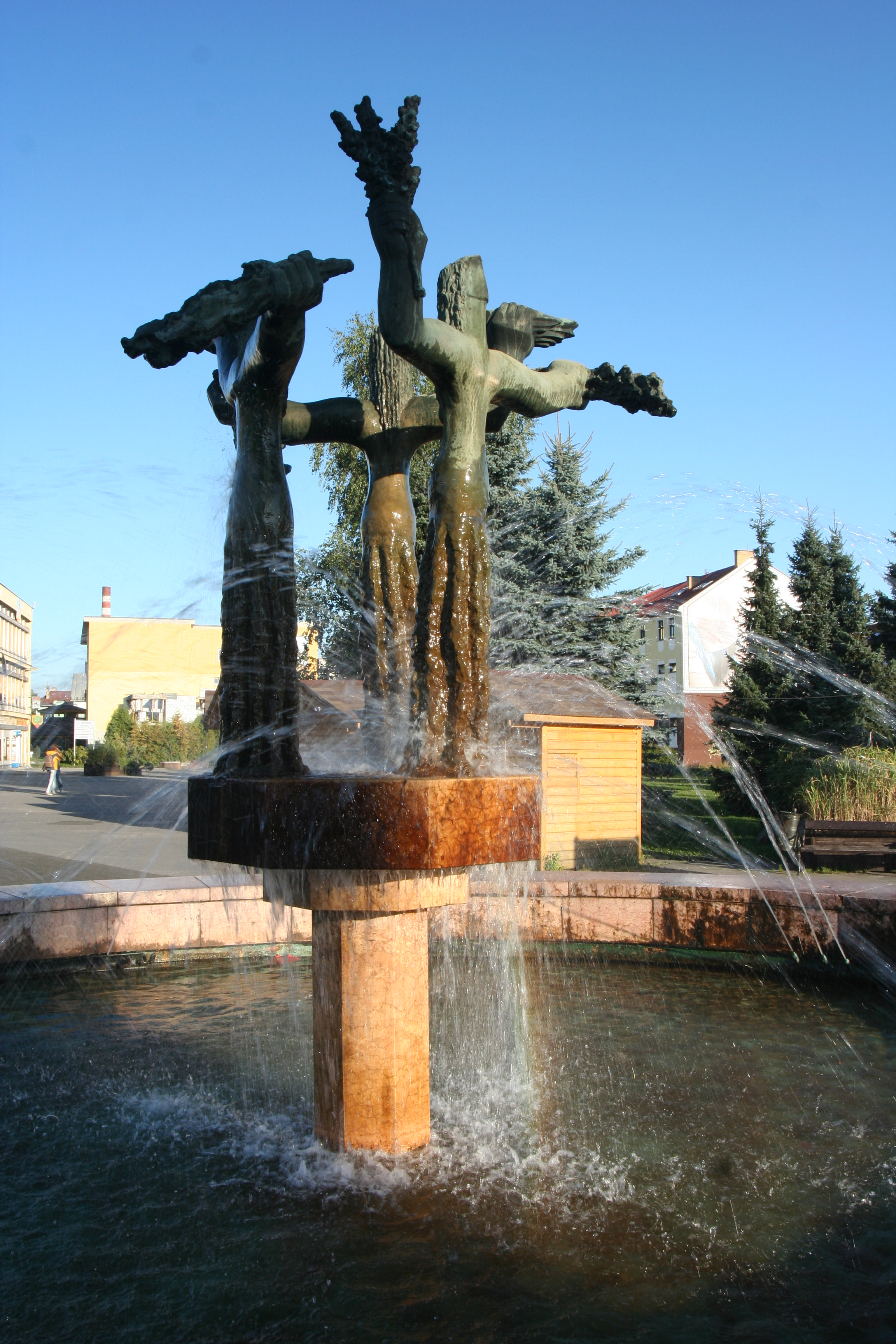
Fontanna
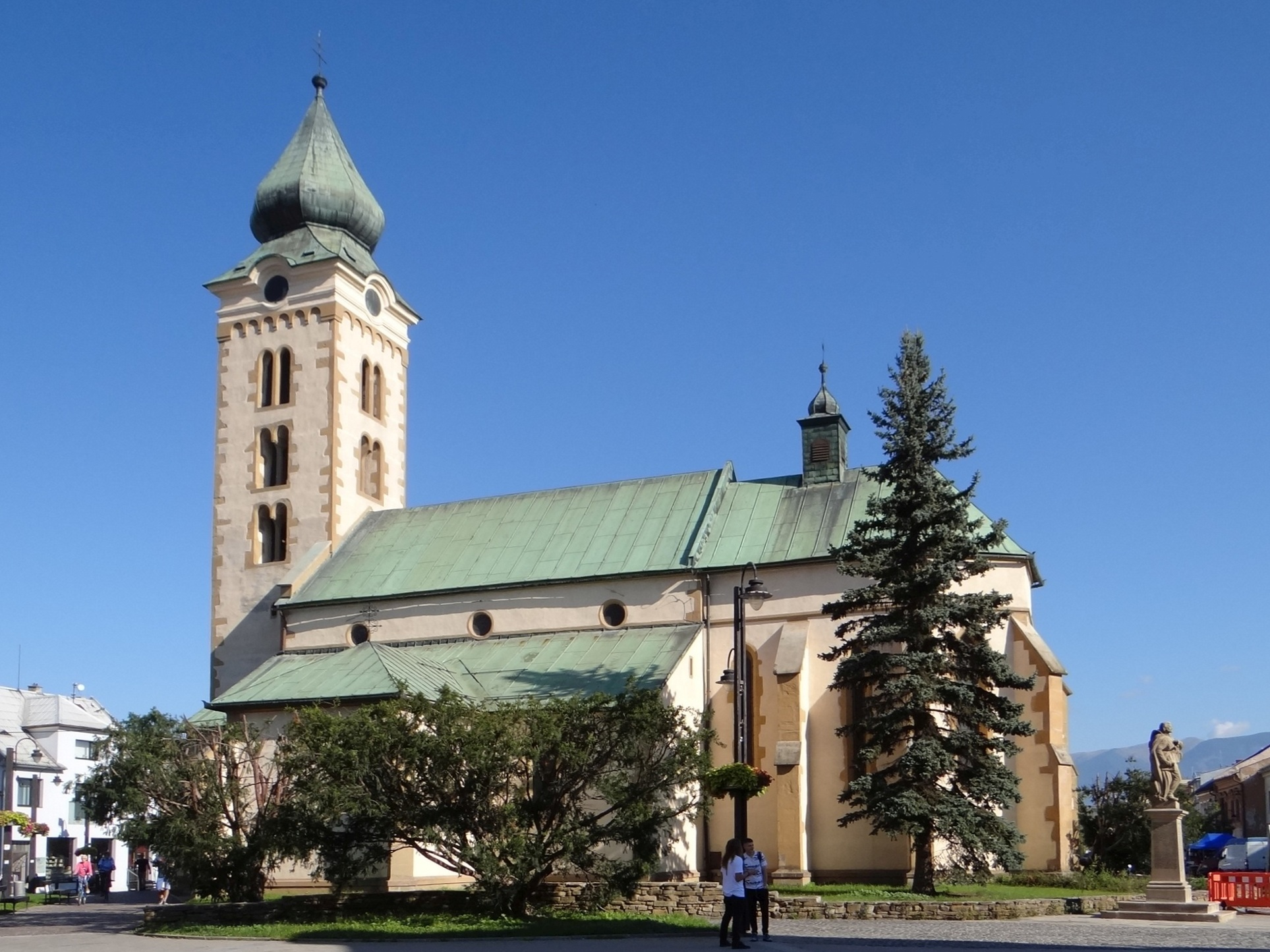
Kościół św. Mikołaja
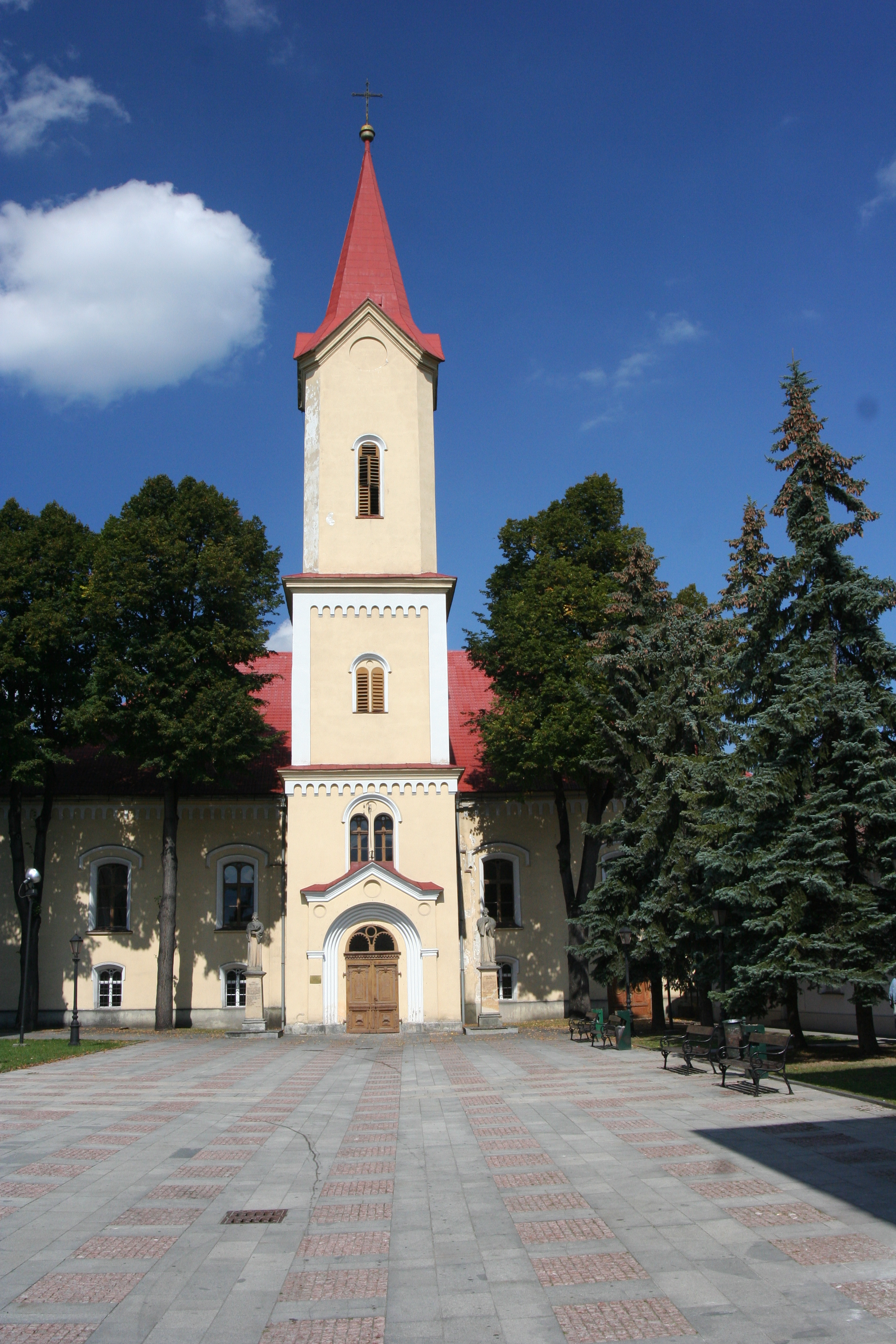
Kościół ewangelicki
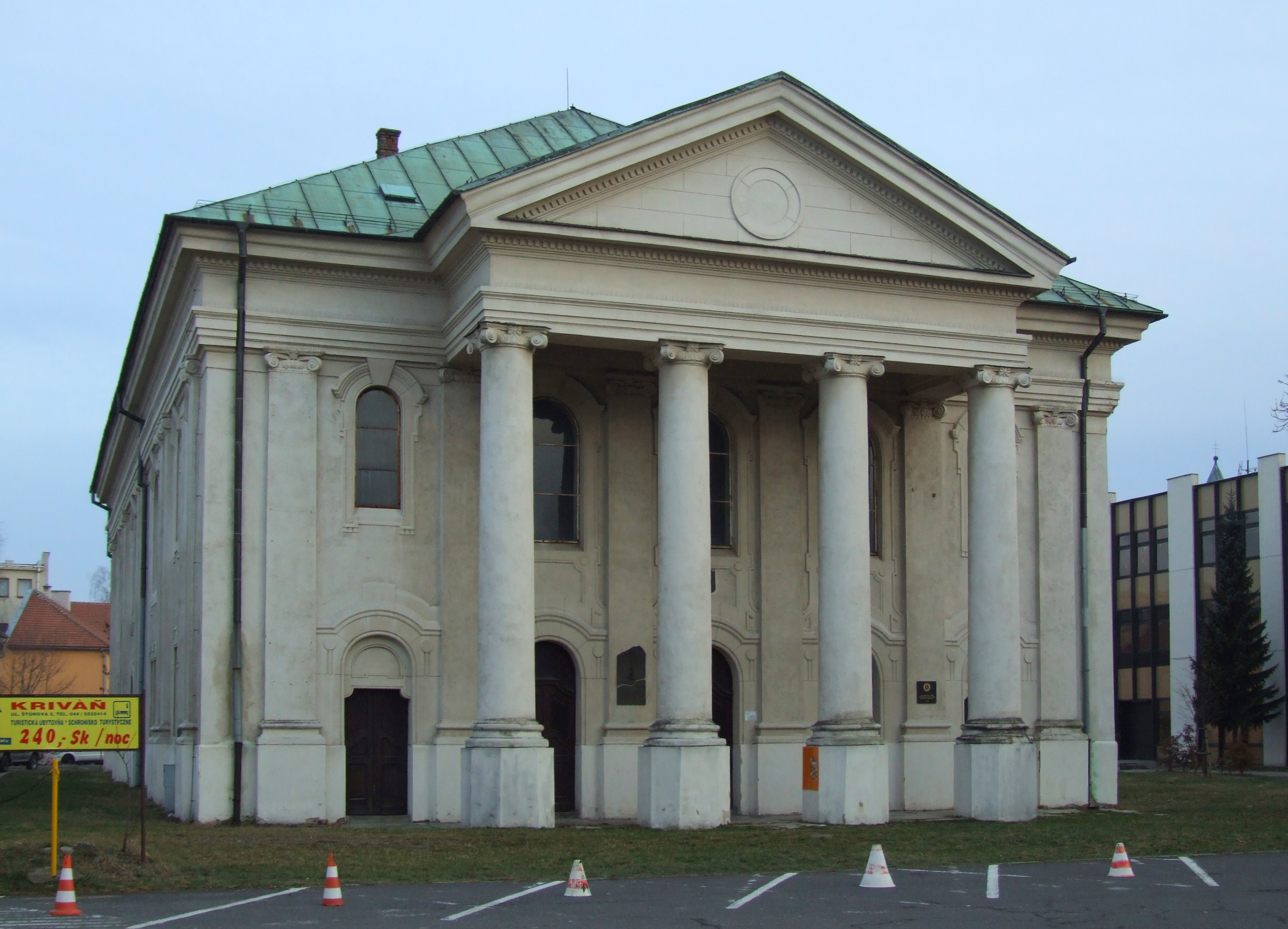
Synagoga
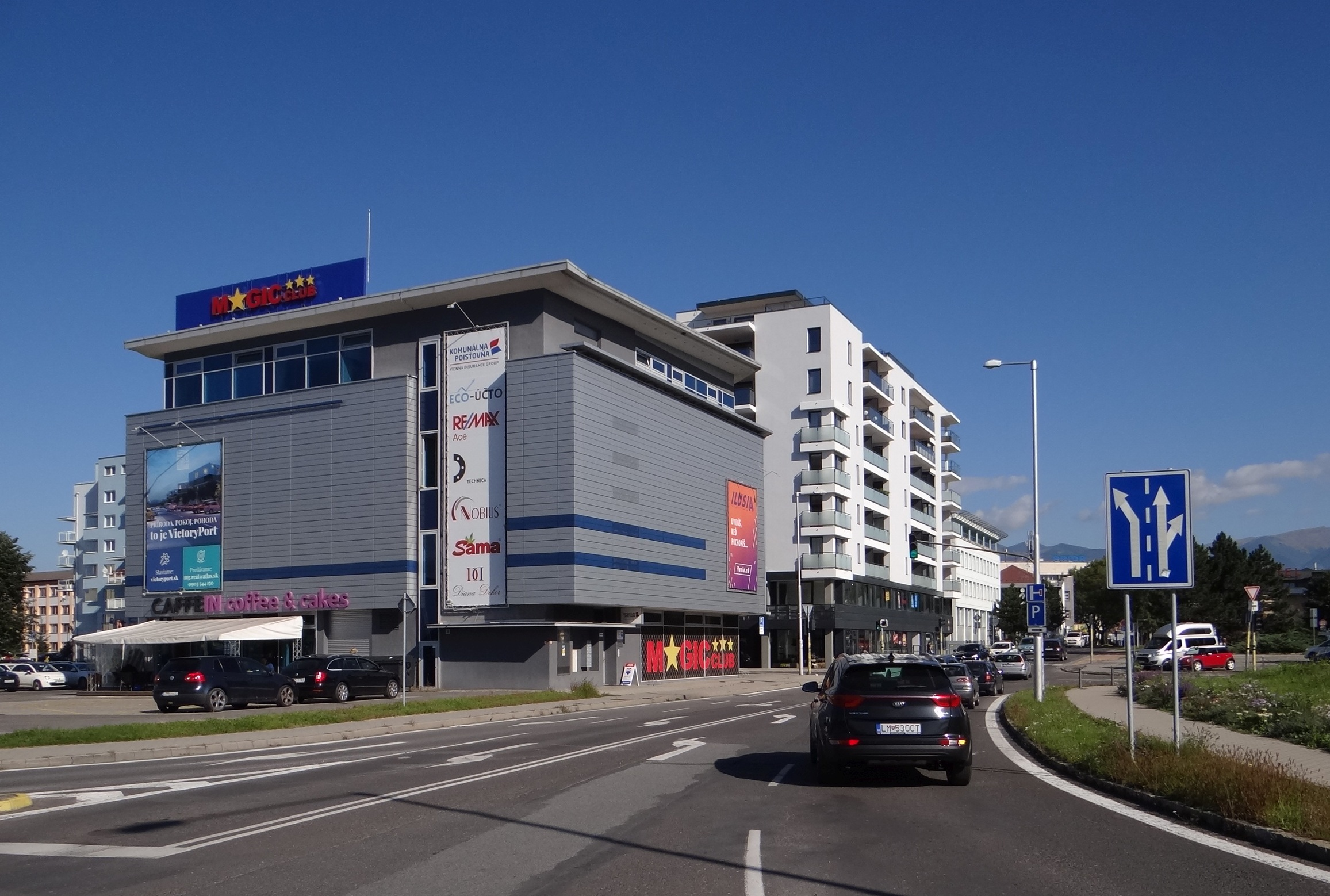
Nowoczesna zabudowa
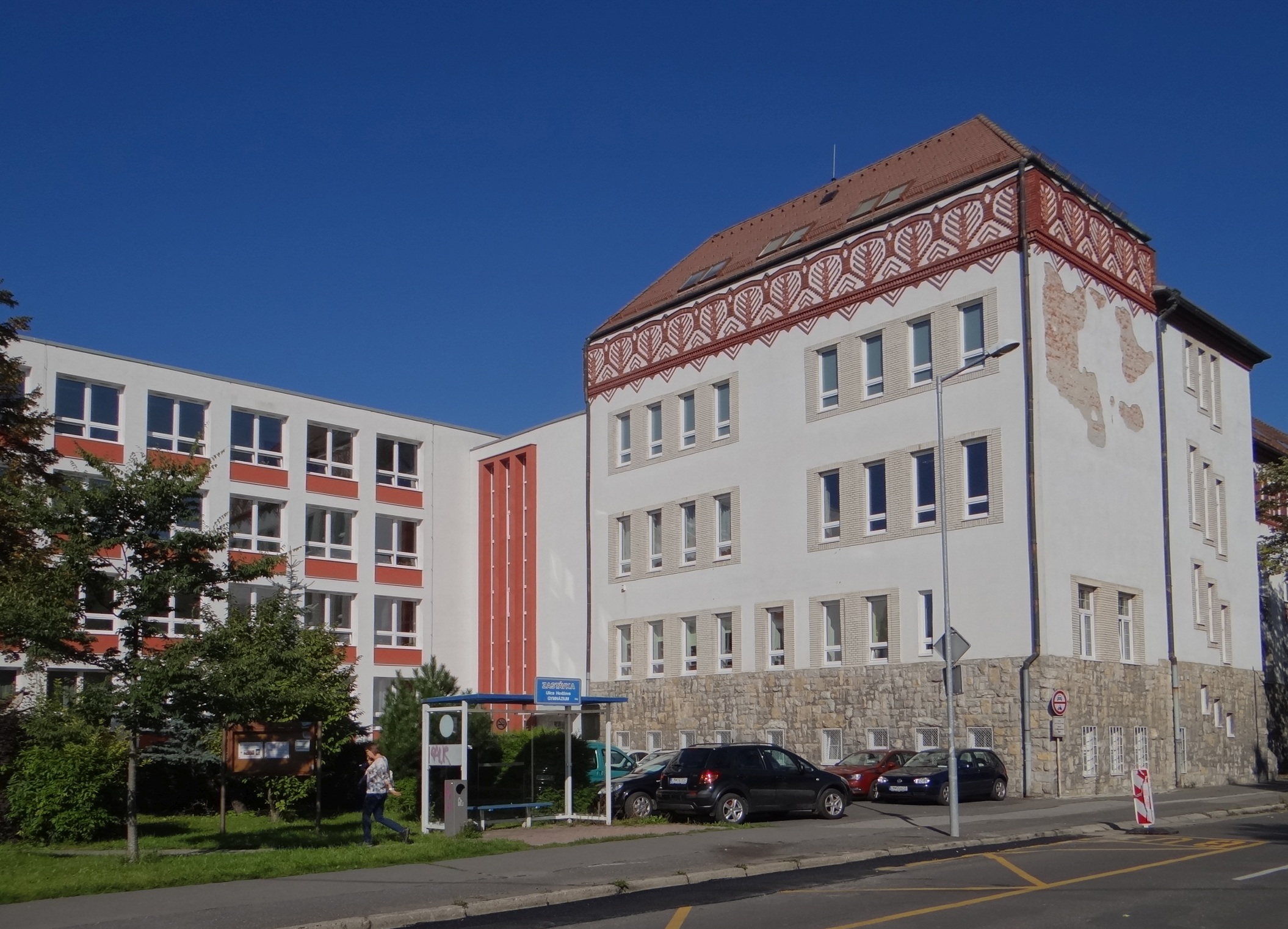
Urząd miasta
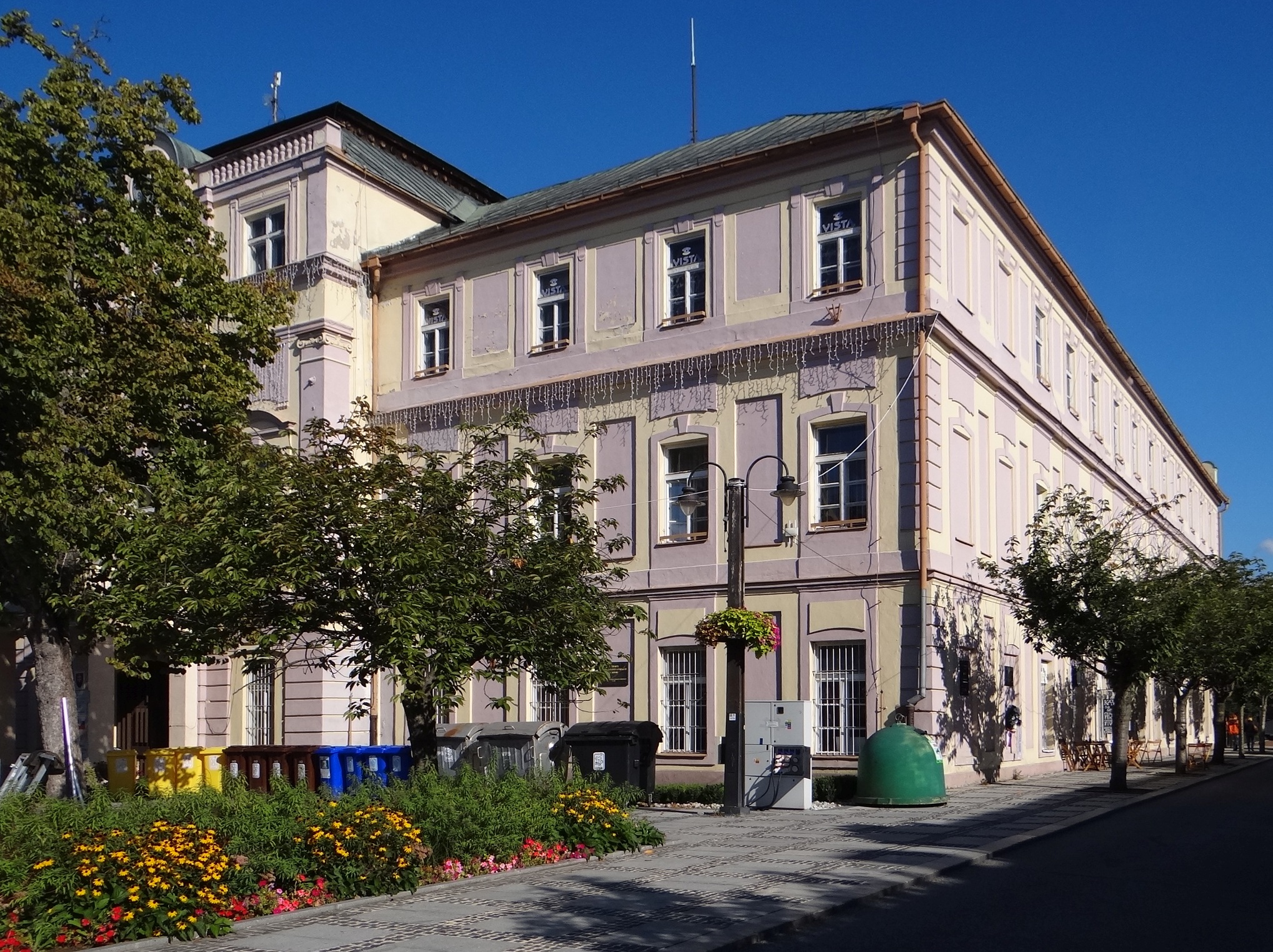
Dom Żupny na Rynku
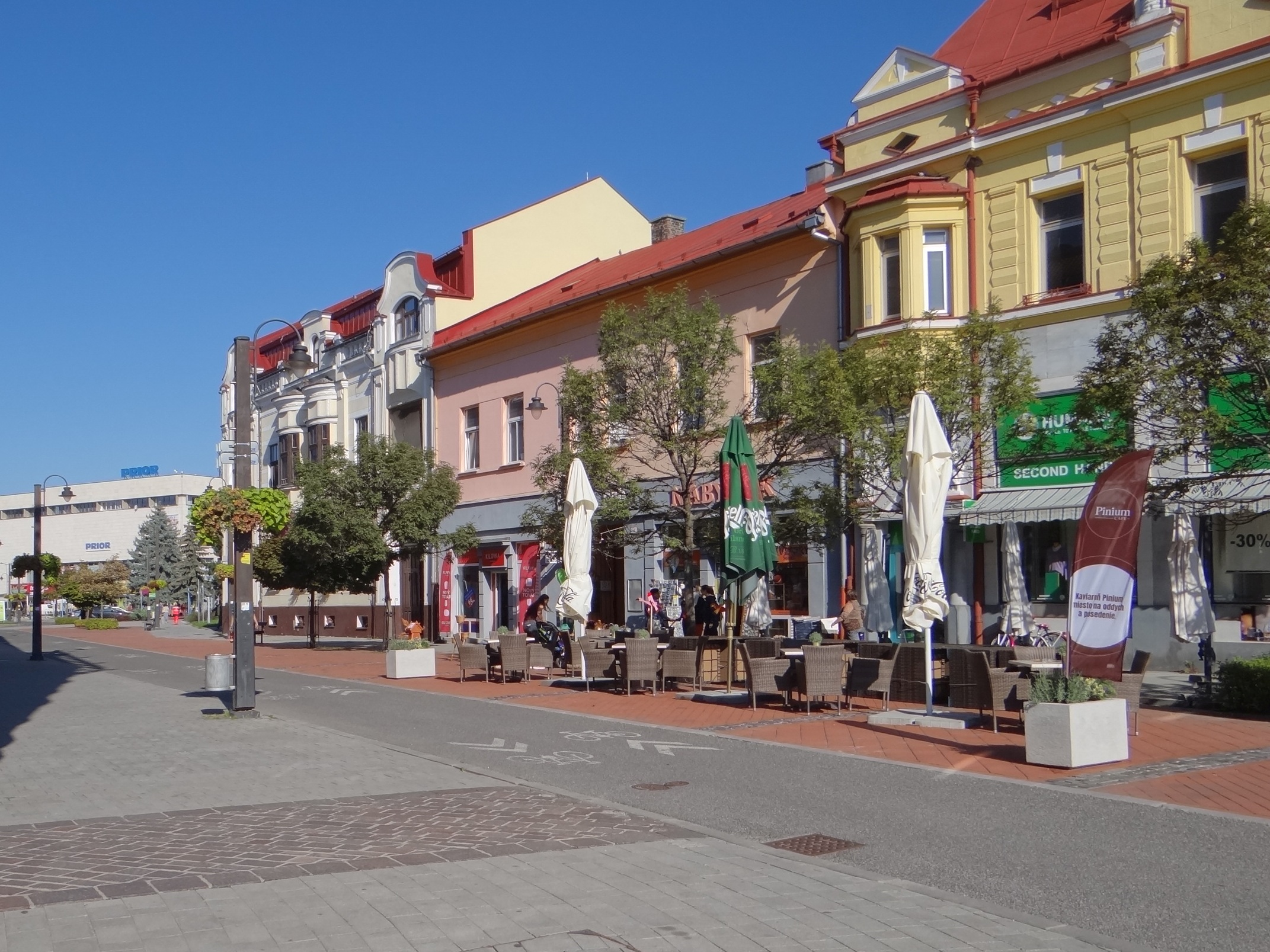
Rynek